# Piton de la Fournaise

Erupcje wulkanu

Piton de la Fournaise (z fr. „szczyt pieca”) – wulkan tarczowy (2632 m n.p.m.) na wyspie Reunion – departamencie zamorskim Francji, położonym na Oceanie Indyjskim. Wulkan jest jednym z najbardziej aktywnych na świecie.
Podobnie jak łańcuch Hawajów, jest przejawem aktywności plamy gorąca.

## Geografia

### Topografia
Piton de la Fournaise składa się z rozległego stożka znajdującego się w kalderze – strefie dużego osunięcia terenu – zwanej Enclos.
Enclos ma kształt litery U, długość 13 kilometrów i szerokość 9 kilometrów, jest otwarty w kierunku wschodnim i kończy się na Oceanie Indyjskim. Od strony lądu Enclos jest otoczone ze wszystkich stron stromymi urwiskami, zwanymi murami. Ich wyoskość sięga od 100 do 400 metrów. Profil Enclos jest pochyły, część górna, znajdująca się na 2200 metrach n.p.m., jest płaska, następnie w kierunku wschodnim teren gwałtownie obniża się do wysokości 450 m n.p.m. i nazywa się Grandes Pentes. Trzecia, najniej położona część kaldery, Grand Brûlé, obniża się łagodnie aż do brzegu morza.
Stożek ma średnicę 3 kilometrów i wznosi się na Enclos na wysokość 2 623 m n.p.m. Na jego szczycie można wyróżnić dwa kratery:
- krater Bory, na zachodzie, mniejszy z dwóch, długi na 350 metrów i szeroki na 200 metrów. Był już obecny we wczesnej fazie kolonizacji Reunionu.
- krater Dolomieu, na wschodzie, większy od poprzedniego, długi na 1 000 metrów i szeroki na 700 metrów. Powstał w 1791 na skutek zapadnięcia się stropu szczytowej komory pomagmowej. Na skutek erupcji z 2007 roku, większość dna krateru się zapadła opuszczając dno krateru na 300 metrów licząc od brzegów krateru.

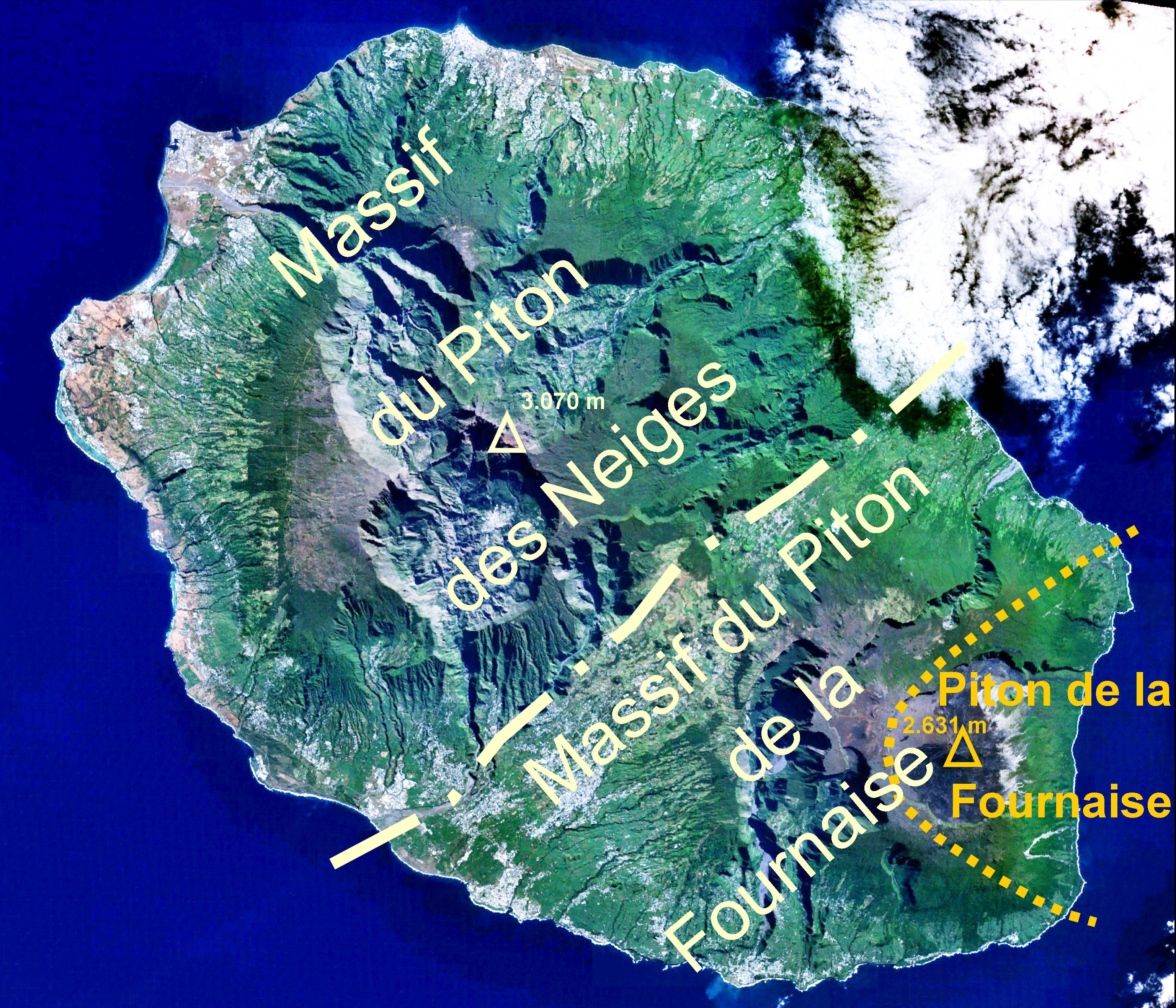
Położenie wulkanu

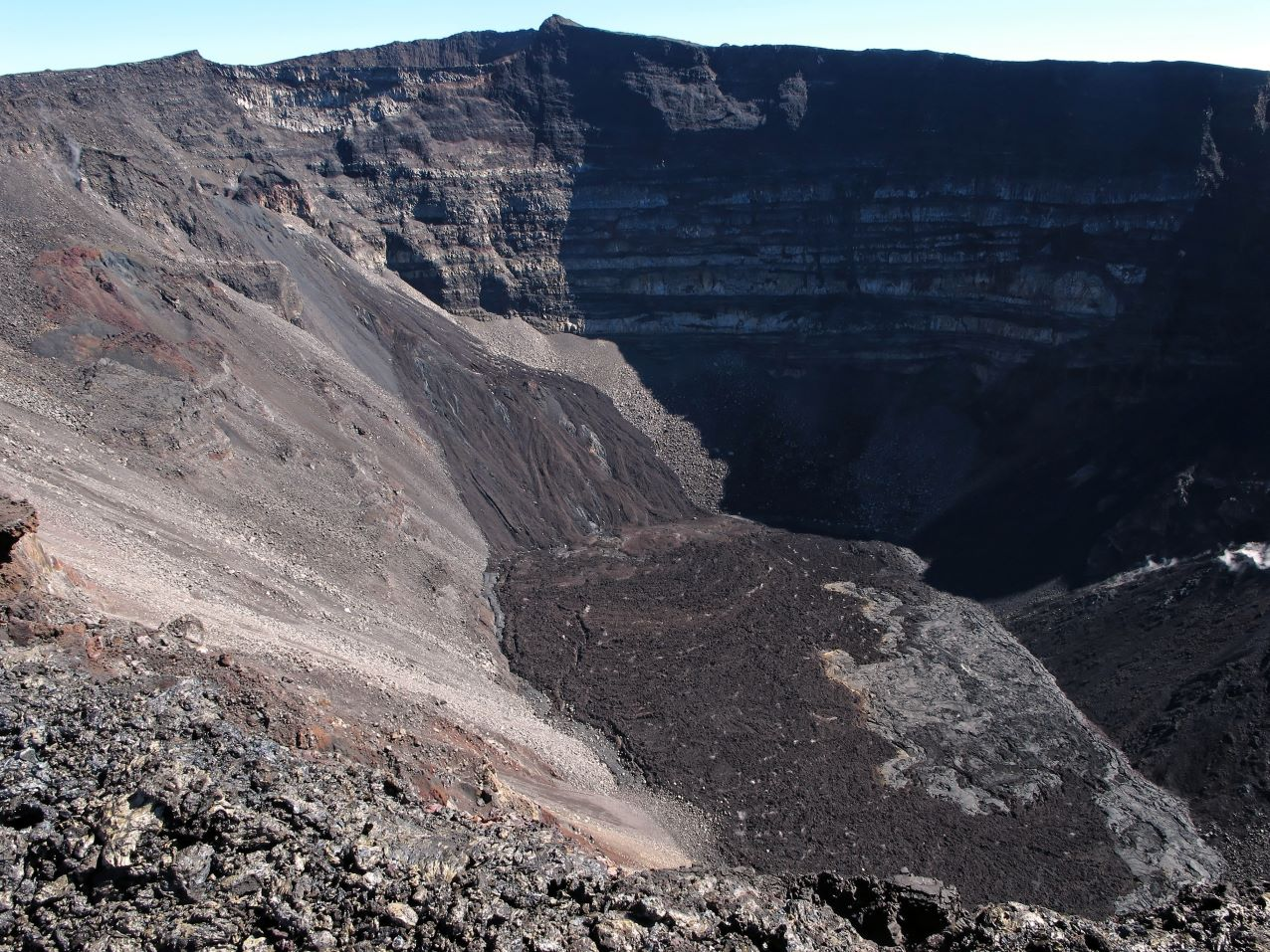
Krater Dolomieu na szczycie wulkanu